# Bitwa morska pod Lowestoft

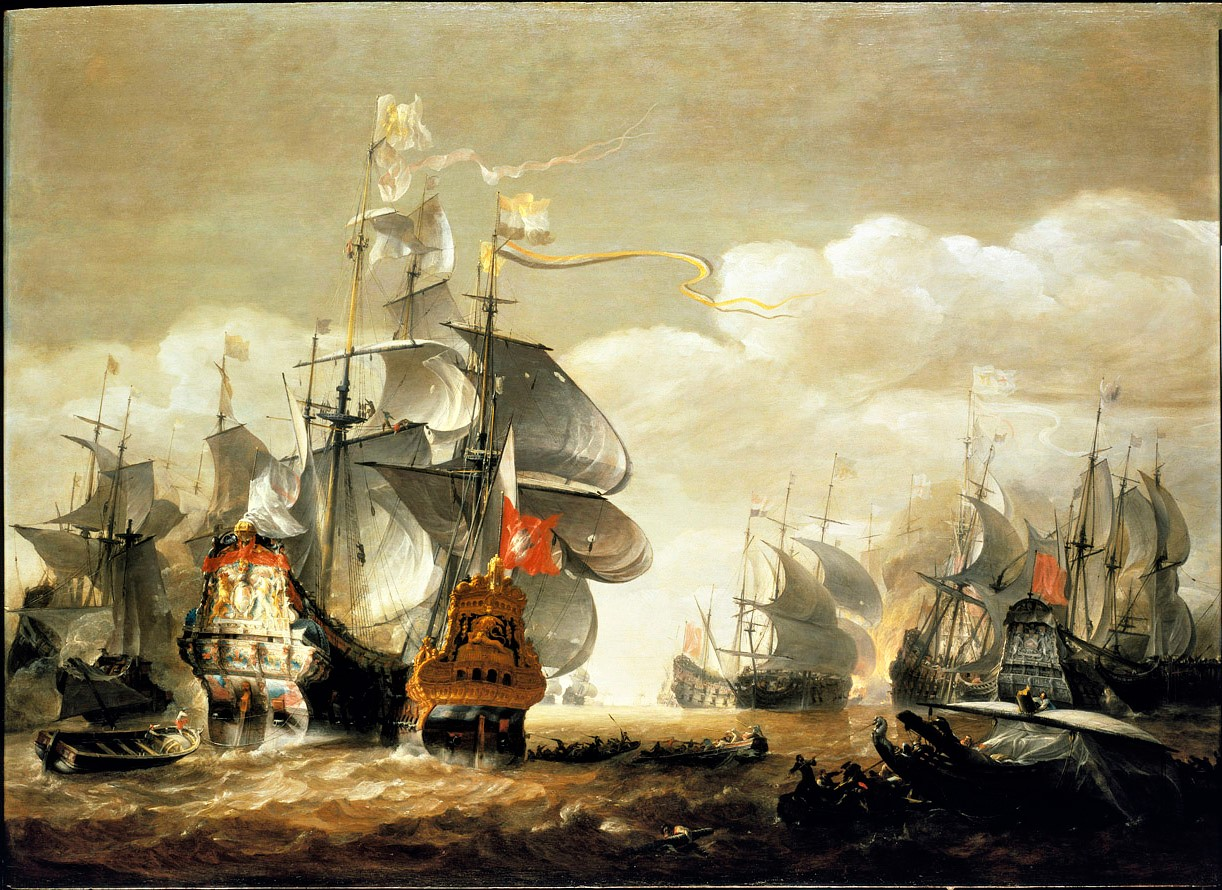
Bitwa morska pod Lowestoft

Bitwa morska pod Lowestoft – starcie zbrojne, które miało miejsce 13 czerwca 1665 podczas drugiej wojny angielsko-holenderskiej. Do dziś bitwa uznawana jest za największą klęskę poniesioną na morzu w historii Holandii.
Flota holenderska złożona z ponad 100 okrętów dowodzona przez admirała-porucznika (ang. Lieutenant-Admiral) van Wassenaera zaatakowała angielską flotę, równie potężną, dowodzoną przez Jakuba II Stuarta, księcia Yorku. Stało się to 40 mil na wschód od portu Lowestoft w Suffolk.

## Wstęp
Holendrzy za wszelką cenę zamierzali zapobiec drugiej angielskiej blokadzie ich portów po tym, jak pierwsza została przerwana przez samych Anglików z powodu braków w zaopatrzeniu. Czołowy holenderski polityk, Johan de Witt, nakazał van Wassenaerowi zaatakować Anglików w zdecydowany sposób podczas okresu stabilnych wschodnich wiatrów, które dałyby holenderskiej flocie przewagę (Holendrzy mogliby atakować z wiatrem). Jednak van Wassenaer, być może czując, że jego flota jest wciąż za słaba pod względem wyszkolenia jak i siły ognia, by realnie móc zmierzyć się z Anglikami w otwartej bitwie, odroczył moment walki do momentu, gdy wiatr zmienił kierunek. Nie chciał on doprowadzić do generalnej bitwy, lecz zamierzał doprowadzić do mniej ryzykownej konfrontacji, ustawiając swą flotę w pozycji defensywnej (od strony zawietrznej). Pozycja ta miała mu zagwarantować łatwe i szybkie wycofanie się z bitwy w przypadku, gdyby bitwa miała niekorzystny przebieg. W ten sposób uniknąłby walki bez posądzenia o nieposłuszeństwo wobec rozkazów. Jego punkt widzenia kosztował go stratę 1/6 floty i życia.

## Floty w polu widzenia
Dnia 11 czerwca van Wassenaer zauważył angielską flotę liczącą 109 okrętów (4542 armat, 22055 ludzi). Flota składała się z trzech eskadr:
- awangarda (eskadra z czerwoną flagą), którą dowodził osobiście książę Yorku;
- centrum (eskadra z białą flagą) pod dowództwem księcia Ruperta Reńskiego;
- ariergardą (eskadra z niebieską flagą) dowodzona przez Edwarda Montagu, hrabiego Sandwich.

Holenderska flota miała 103 okręty (4869 dział, 21613 ludzi) i dzieliła się na 7 eskadr:
- pierwsza (z Admiralicji Amsterdamu) dowodzona osobiście przez van Wassenaera (okręt flagowy Eendracht);
- druga dowodzona przez admirała-porucznika (ang. Lieutenant-Admiral) Johana Evertsena (okręt flagowy Hof van Zeeland);
- trzecia (z Admiralicji Maas) pod wodzą admirała-porucznika Egberta Bartholomeusza Kortenaera (okręt flagowy Groot Hollandia);
- czwarta (flota Fryzji) dowodzona przez admirała-porucznika Auke Stellingwerfa (okręt flagowy Sevenwolden);
- piąta dowodzona przez wiceadmirała Cornelisa Trompa (okręt flagowy Liefde);
- szósta (flota Zelandii) dowodzona przez wiceadmirała Cornelisa Evertsena (okręt flagowy Vlissingen);
- siódma dowodzona przez wiceadmirała Volckerta Schrama (okręt flagowy Wapen van Nassau).

Powodem tak dużej liczby eskadr był fakt, że mniejsze admiralicje nalegały na posiadanie własnych eskadr; Admiralicje Amsterdam i Maas (Rotterdam) podzieliły swoje floty by sprawić, aby wszystkie eskadry były równej wielkości.
Obie floty osiągnęły tak wysoki stan liczebny przez zaciąg statków handlowych. Anglicy mieli 24 takie okręty kupieckiego pochodzenia, a Holendrzy 12, niektóre z nich były potężne, jak okręty Holenderskiej Kompanii Wschodnioindyjskiej, specjalnie ściągnięte z Indii. Ponadto Holendrzy ponownie przystosowali do służby 18 okrętów z poprzedniej wojny angielsko-holenderskiej.
11 czerwca nie było wiatru, co skutecznie uniemożliwiło rozpoczęcie bitwy. Dnia 12 czerwca wiatr ponownie zaczął wiać – wiejąc ze wschodu, powodował, że Holendrzy pod wodzą van Wassenaera mogli ruszać z wiatrem. Jednak nie atakowali, pomimo faktu, że ich wódz otrzymał wyraźne polecenia, by przy takich właśnie warunkach pogodowych uderzył na Anglików. Następnego dnia rano wiatr zmienił się na zachodni i zaczęła się zbliżać flota angielska.

## Bitwa
Trudno jest sporządzić spójną relację z bitwy. Jest ogromne bogactwo źródeł, które nigdy nie zostały właściwie zbadane. Anglicy uważają zachowanie mglistego Opdama – ang. foggy Opdam (jak Anglicy go czasem nazywają) zagadkowym i podają mnóstwo intencji, jakie on rzekomo miał. Po klęsce wyżsi oficerowie holenderscy bronili się, twierdząc, że flota postępowała zgodnie z oryginalnymi rozkazami, a za katastrofę winili brak szczęścia i tchórzostwo kapitanów statków handlowych.

### Manewry
Wczesnym popołudniem o godzinie 13:00 holenderska flota została ustawiona na południowy wschód od floty angielskiej. Większość brytyjskich historyków przypuszcza, że van Wassenaer wykonał nagły zwrot na zachód, próbując odzyskać korzystny wiatr, i właśnie wtedy Anglicy go pobili. Jeśli tak, wiatr musiałby wiać z południowego zachodu, w przeciwnym wypadku nie byłoby żadnej korzyści z takiego manewru; lecz to było zbyt trudne do wyjaśnienia jak angielska flota, płynąc na południe, mogła być szybsza od Holendrów. Alternatywna interpretacja, bardziej zgodna z holenderskimi źródłami, była taka, że wiatr wiał z północnego zachodu i van Wassenaer próbował wciągnąć Anglików do walki przy zachowaniu swojej defensywnej, zawietrznej pozycji, co było jego ulubioną taktyką. Rzeczywiście obie floty przeszły odwrotnym kursem a następnie dokonały zwrotu.
Podczas zwrotu HMS Great Charity (pierwotnie był to okręt Admiralicji Amsterdamu o nazwie Groote Liefde, zdobyty przez Anglików podczas bitwy pod Portland w 1653) oddzielił się od reszty floty i w wyniku abordażu został zdobyty przez kapitana Jana den Haen, późniejszego admirała, który natychmiast zawrócił ze swoją zdobyczą do Holandii. Oczywiście była to bardzo nierozsądna praktyka, która powinna być zabroniona podczas tej bitwy.
Następnie doszło do drugiego zwrotu. Chociaż Anglicy mieli pewne trudności z kontrolowaniem tych manewrów, Holendrzy tym razem kompletnie się pogubili i nie zdołali zachować linii bojowej. Teoretycznie pozycja zawietrzna powinna dawać holenderskim armatom pokładowym większy zasięg umożliwiając im zniszczenie takielunku angielskich okrętów za pomocą tzw. pocisków łańcuchowych (dwie kule połączone łańcuchem).
W rzeczywistości kilka eskadr zaczęło sobie nawzajem blokować pole widzenia, wtedy oficerowie okrętów flagowych i kapitanowie najbardziej spragnieni bitwy szybko zostawili z tylu tych mniej entuzjastycznie nastawionych do walki wraz ze starszymi okrętami. Okręty kompanii handlowych, nigdy nie szkolone w tego typu taktyce, zachowywały się tak, jakby były same na morzu, przyczyniając się do powiększenia ogólnie panującego harmideru. Niektóre cięższe okręty holenderskie znalazły się tak blisko linii angielskich okrętów, że ledwo zdołały umknąć do swych sił głównych.
Później twierdzili, że zamierzali spróbować bezpośredniego ataku na wroga w zgodzie z głównymi rozkazami. Niektórym okrętom przytrafiło się być w optymalnej odległości od Anglików i skoncentrowały na sobie ich ogień, doznając ciężkich uszkodzeń.
Zginął młody dowódca floty fryzyjskiej admirał-porucznik Stellingwerf. Stary wilk morski admirał-porucznik Kortenaer, prawdopodobnie najbardziej kompetentny z obecnych podczas bitwy holenderskich wodzów, został śmiertelnie raniony kulą armatnią w biodro. Dowództwo nad okrętem Kortenaera objął kwatermistrz Ate Stinstra. Van Wassenaer utrzymał strukturę dowodzenia eskadry, mając nadzieję, że jeśli okręty eskadry Kortenaera będą mu bezpośrednio podlegać, łatwiej mu będzie uporządkować całą flotę holenderską. Jednak to tylko zwiększyło zamieszanie.
Obie floty ponownie dokonały zwrotu. I stało się coś dziwnego, co bardzo trudno wyjaśnić. Po dokonanym manewrze angielska ariergarda powinna oczywiście być na północ od centrum. Wszystkie źródła są jednak co do tego zgodne, że w wyniku dokonanego zwrotu porządek floty angielskiej uległ odwróceniu i ariergarda była teraz na południe od centrum. W angielskiej tradycji rozwiązanie tej zagadki polegało na tym, że ich flota manewrowała synchronicznie, np. każdy okręt obracał się jednocześnie z odwróceniem porządku floty, zamiast obracać się jeden za drugim. Gdyby to była prawda, byłby to niespotykany w owym czasie rodzaj manewru. Holenderskie źródła sugerują inne wyjaśnienie: podczas wykonywania trzeciego zwrotu holenderska flota straciła spójność z powodu wiatru, który nagle zmienił kierunek na południowo-zachodni. To także poddziałało na angielską awangardę i centrum. Angielska ariergarda, unikając masy zdezorientowanych okrętów, pożeglowała za holenderską flotą na południe. Flotylla z awangardy zamknęła zatem całkowicie pułapkę, blokując dostęp do holenderskiego wybrzeża. Ten scenariusz wyjaśnia dlaczego manewrowanie zostało zatrzymane i dlaczego niektóre flotylle angielskie wyraźnie sygnalizowały próbę kursu na zachód, co byłoby niewytłumaczalne, gdyby nie znajdowały się na wschód od holenderskiej floty.
Jeśli naprawdę otoczeni Holendrzy znaleźli się w beznadziejnej sytuacji, angielskie główne siły będące na zachód od nich miałyby korzystny wiatr, wykluczający abordaż jako wykonalną w tych warunkach taktykę. Angielska ariergarda, strzelając z zawietrznej, mogłaby ostrzeliwać Holendrów bezkarnie.

### Walka
Gdy Holendrzy ponownie mieli korzystne warunki pogodowe w stosunku do angielskiej ariergardy, niektóre z jej okrętów ruszyły na wschód do ataku. W wyniku takiej akcji okręt flagowy Montagu został czasowo zdobyty w wyniku abordażu przez załogę okrętu Oranje, dowodzoną przez kapitana Bastiana Sentena, który nawet wywiesił holenderską banderę na okręcie Prince Royal, aż przybył sam Rupert na Royal James by odzyskać utracony okręt. Z czasem cała bitwa wydawała się przeradzać w gigantyczną bijatykę. Podczas tych walk zginęli hrabia Marlborough oraz hrabia Portland. Kilka godzin później około południa Montagu podniósł niebieską flagę swojej eskadry na znak, by podążano za nim i rzeczywiście, większość kapitanów angielskiej ariergardy podążyła za swym przywódcą, gdy on szedł prosto na holenderską linię i przełamał się przez nią (bardzo prawdopodobne, że żeglował przez lukę w holenderskiej linii) skutecznie dzieląc holenderską flotę i otaczając jej część.
Obok problemów z szykiem Holendrzy mieli także niekorzystną strukturę uzbrojenia: uśredniając ich armaty były znacznie lżejsze. Szczególnie 8 największych angielskich okrętów było dla Holendrów niemal niezatapialnych, podczas gdy one same mogły zatopić mniejsze jednostki przeciwnika za pomocą pojedynczej salwy burtowej.
Dlatego większe okręty holenderskie musiały próbować ochraniać mniejsze. Holenderski okręt flagowy Eendracht stoczył bój z okrętem Royal Charles. Wódz floty angielskiej książę Yorku omal nie zginął z powodu holenderskiego pocisku łańcuchowego, który ściął głowy kilku członków jego załogi. Około 15:00 pojedynek między okrętami Royal Charles i Eendracht zakończył się nagle, gdy Eendracht eksplodował zabijając wodza holenderskiej floty van Wassenaera i całą załogę okrętu oprócz pięciu szczęśliwców.
Naczelne dowództwo floty holenderskiej przypadło teraz zastępcy van Wassenaera Kortenaerowi, który był już ciężko ranny, ale jeszcze nie umarł, natomiast pozostali admirałowie zupełnie nie zdawali sobie sprawy z jego stanu. Dlatego przez całe godziny flota holenderska była praktycznie pozbawiona naczelnego dowództwa.

### Wielka Ucieczka
Po eksplozji Eendrachta Anglicy natychmiast stali się bardziej agresywni, podczas gdy wielu kapitanów holenderskich ogarniało uczucie zwątpienia. Niektóre holenderskie statki już zaczęły umykać, a nieco później podążył za nimi okręt Kortenaera Groot Hollandia, dowodzony teraz przez Stinstrę. Oczywiste jest, jaki to miało wpływ na morale pozostałej części floty holenderskiej, która wciąż walczyła z Anglikami. Około wieczora większość holenderskiej floty była w całości zaangażowana w ucieczkę z pola bitwy. Wiceadmirał Tromp oraz admirał-porucznik Evertsen z około 40 okrętami, które jeszcze walczyły, wziąwszy na siebie komendę, zorganizowali działania chroniące uciekające okręty holenderskie, unikając w ten sposób totalnej katastrofy.

## Po bitwie
Pomimo działań osłonowych Trompa i Evertsena Holendrzy i tak stracili w tej bitwie aż 16 okrętów, podczas gdy Anglicy stracili tylko jeden okręt, wspomniany uprzednio Great Charity. Osiem holenderskich okrętów zostało zatopionych przez Anglików, sześć zostało spalonych w czasie gdy uciekając splątały się z kupieckimi jednostkami i zostały podpalone przez brandery. Były to okręty: Tergoes splątany z towarzyszącymi mu okrętami Maarseveen oraz kupieckim Swanenburg; a także Koevorden, Stad Utrecht i Prinse Maurits. Wspomniany wcześniej kupiecki okręt Oranje eksplodował zaraz po tym jak ogarnął go ogień, który przeniósł się na niego z innego statku, który brał udział w akcji abordażowej przeciw angielskiemu okrętowi HMS Charles, w której przeszkodziły mu najpierw okręt Mary pod kapitanem Jeremym Smithem (Mary straciła 99 członków swojej załogi), a później HMS Royal Oak, HMS Essex i HMS Royal Katherine. Oranje stracił połowę swojej załogi (400 ludzi). Podczas holenderskiej masowej ucieczki Anglicy zdobyli dalszych 9 okrętów: Hilversum, Delft, Zeelandia, Wapen van Edam, Jonge Prins, Nagelboom oraz kupieckie Carolus Quintus, Mars i Geldersche Ruyter. Tromp był już zdobyty, ale jednak zdołał uciec.
Anglicy stracili jednego wysokiego rangą oficera: admirała (Rear Admiral) Roberta Samsuna, podczas gdy wiceadmirał John Lawson został śmiertelnie ranny. Pozostało tajemnicą, dlaczego angielska flota nie próbowała pościgu za uciekającymi Holendrami.
Taki rezultat bitwy spowodowany był częściowo przez nierówność siły ognia. Holendrzy tuż po bitwie podjęli działania w celu realizacji ambitnego planu rozwoju swej floty, budując wiele cięższych okrętów. Anglicy nie zdołali wykorzystać swego zwycięstwa. Nigdy nie udało im się skutecznie zablokować holenderskiego wybrzeża i nie zdołali zapobiec powrotowi handlowej floty holenderskiej z Indii (bitwa morska pod Vågen).
Obie floty starły się ponownie w słynnej bitwie czterodniowej w czerwcu 1666.